# Août 1882

## Événements
- 3 août : 
  - William Thomas Pipes devient premier ministre de la Nouvelle-Écosse, remplaçant John Sparrow David Thompson.
  - France, loi relative à la destruction des loups afin d'obtenir l'éradication de l'espèce sur le territoire national.
- 7 août, France : gouvernement Charles Duclerc (fin en janvier 1883).
- 18 août (Royaume-Uni) :
  - la Société coloniale devient le Royal Colonial Institute;
  - loi sur le mariage au Royaume-Uni (Married Women's Property Act) : la femme conserve l’entière propriété de ses biens, même après le mariage.

## Naissances
- 16 août : Christian Mortensen, supercentenaire danois († 25 avril 1998)

## Décès
- 14 août : « El Salamanquíno » (Julián Casas del Guijo), matador espagnol (° 16 février 1918).